# Karl Mauss
Karl Mauss (17 de mayo de 1898 - 9 de febrero de 1959) fue un general alemán durante la II Guerra Mundial. Comandó la 7.ª División Panzer y fue uno de los únicos 27 soldados alemanes que recibió la Cruz de Caballero de la Cruz de Hierro con Hojas de Roble, Espadas y Diamantes.

## Carrera
Mauss se hizo voluntario para servir en la I Guerra Mundial en 1914 a la edad de 16 años. Se unió al Lauenburger Jäger-Bataillon Nr. 9 de Ratzeburg, sirviendo en el frente occidental. En 1915, el hombre más joven de la división, recibió la Cruz de Hierro, de 2.ª Clase como mejor explorador en la región durante la batalla del Somme. Al año siguiente, poco después de ser transferida su división al frente oriental, recibió la Cruz de Hierro de 1.ª Clase. Tras la I Guerra Mundial Mauss se unió a los grupos paramilitares Freikorps Oberland y Marinebrigade Ehrhardt y luchó contra los levantamientos de Silesia. A principio de 1922, estudió odontología en la Universidad de Hamburgo, obteniendo su doctorado en 1929 y abriendo una clínica privada. Volvió a alistarse en 1934 alcanzando el grado de mayor en abril de 1938.
Al empezar la guerra, Mauss servía con la 20.ª División de Infantería Motorizada, con la que participó en la invasión de Polonia de 1939. En mayo de 1940 su 10.ª División Panzer tomó parte en la Batalla de Francia conjuntamente con el XIX Cuerpo de Ejército de Heinz Guderian. En la segunda fase de la campaña, Mauss participó en las batallas contra el 7.º Ejército francés.
Mauss tomó parte en la Operación Barbarroja, la invasión de la Unión Soviética en junio de 1941. En noviembre de 1941, le fue concedida la Cruz de Caballero de la Cruz de Hierro. En 1942 Mauss fue promovido a coronel; le fueron concedidas las Hojas de Roble de la Cruz de Caballero en noviembre de 1943. En enero de 1944 tomó el mando de la 7.ª División Panzer. El 23 de octubre de 1944 recibió la Cruz de Caballero con Hojas de Roble y Espadas. En febrero de 1945 fue herido gravemente y hubo que amputarle una pierna. fue promovido a teniente general en abril, y recibió la Cruz de Caballero con Hojas de Roble, Espadas, y Diamantes el 15 de abril de 1945.
Después de la guerra Mauss trabajó como dentista en su propia clínica. Murió en 1959 tras una larga enfermedad.

## Condecoraciones
- Cruz de Hierro (1914) 2.ª Clase (16 de septiembre de 1915) & 1.ª Clase (21 de octubre de 1916)[3]
- Broche de la Cruz de Hierro (1939) 2.ª Clase (28 de septiembre de 1939) & 1.ª Clase (25 de mayo de 1940)[3]
- Cruz Alemana en Oro el 11 de marzo de 1943 como Oberst en el Panzergrenadier-Regiment 33[4]
- Cruz de Caballero de la Cruz de Hierro con Hojas de Roble, Espadas y Diamantes
  - Cruz de Caballero el 26 de noviembre de 1941 como Oberstleutnant y comandante del II./Schützen-Regiment 69[5]
  - Hojas de Roble el 24 de noviembre de 1943 como Oberst y comandante del Panzergrenadier-Regiment 33[5]
  - Espadas el 23 de octubre de 1944 como Generalmajor y comandante de la 7.ª División Panzer[5]
  - Diamantes el 15 de abril de 1945 como Generalleutnant y comandante de la 7.ª División Panzer[5]
- Insignia de combate de tanques de 3.er grado con N° “50”.
- Broche de combate cuerpo a cuerpo en bronce.
- Cruz de Honor para los combatientes del Frente de 1914-1918.
- Medalla Batalla de invierno en el Este 1941/42.
- Insignia de herido en oro.
- Premio de la Wehrmacht de 4.ª Clase por 4 años de Servicios.
- Premio de la Wehrmacht de 3.ª Clase por 12 años de Servicios.
- Mención de su nombre en el Informe de la Wehrmacht (3 veces).